# Gerhard Bienert (Ingenieur)
Gerhard Ludwig Johann Bienert (* 30. Oktober 1913 in Niemes, Bezirk Böhmisch Leipa, Österreich-Ungarn; † 28. Mai 1982 in Dresden, DDR) war ein deutscher Bauingenieur und Hochschullehrer.

## Leben
Er war der Sohn des Buchdruckers und Buchhändlers Anton Bienert. Nach dem Schulabschluss studierte er und promovierte zum Dr.-Ing. Von 1953 bis 1955 war er Lehrbeauftragter für Verkehrsbau an der Hochschule für Verkehrswesen (HfV) in Dresden, 1956 erhielt er die Professur mit Lehrauftrag und 1958 mit vollem Lehrauftrag. Von 1962 bis 1966 war er Dekan der Fakultät für Verkehrsbauwesen der HfV. Er war spezialisiert auf Gewölbebau und Modellstatik.

## Schriften (Auswahl)
- (Mitautor): Dynamik der Baukonstruktionen. Berlin 1962.
- Verkehrs- und historische Betrachtungen über die Dresdner Elbbrücken. In: Wissenschaftliche Zeitschrift der Hochschule für Verkehrswesen Friedrich List in Dresden 17 (1970), S. 203–308.
- (Hrsg.): Brückenerhaltung. Berlin [1975].

## Ehrungen
- Verdienter Eisenbahner der DDR